# Província de Belisario Boeto

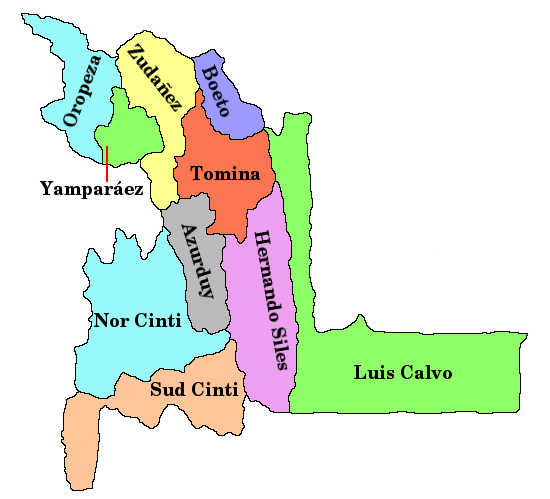
Les províncies del Departament de Chuquisaca

La província de Belisario Boeto és una de les 10 províncies del Departament de Chuquisaca a Bolívia. La seva capital és Villa Serrano.